# Перри (Джорджия)
Перри — город в штате Джорджия, США. Административный центр округа Хьюстон. Часть города также находится в округе Пич. Население — 9.600 человек (результаты переписи населения 2000 года).